# Brent Cross (stacja metra)
Brent Cross - naziemna stacja metra londyńskiego położona w dzielnicy Barnet. Leży na trasie Northern Line. Została otwarta w roku 1923. Do 1976 nosiła nazwę Brent. Jej zmiana miała związek z otwarciem w pobliżu centrum handlowego Brent Cross. Obecnie korzysta z niej ok. 1,9 mln pasażerów rocznie. Należy do trzeciej strefy biletowej.